# Receptor sensor de calcio
La receptor sensor de calcio (CASR) es un receptor acoplado a proteína G que detecta los niveles extracelulares de calcio. En la glándula paratiroides, el receptor sensor de calcio controla la homeostasis del calcio mediante la regulación de la liberación de hormona paratiroidea (PTH).

## Transducción de señal
La liberación de PTH es inhibida en respuesta a elevaciones de las concentraciones de calcio en plasma por activación del receptor sensor.
La unión de calcio en la región extracelular genera un cambio conformacional en el receptor que inicia la ruta de la fosfolipasa C,a través de una subunidad alfa Gq, que vía IP3 y DAG incrementa la concentración intracelular de calcio; lo cual da lugar en última instancia a la disminución de la liberación de PTH al torrente sanguíneo. 
También inhibe la ruta dependiente de AMPc a través de Gi.

## Patología
Mutaciones que inactivan el gen CASR causan hipercalcemia hipocalciúrica familiar (FHH) (también conocida como hipercalcemia benigna familiar, ya que es generalmente asintomática y no requiere tratamiento), mientras que mutaciones que lo activan causan hipocalcemia autosómica dominante. Una de las variantes transcripcionales codifica una proteína de 1088 aminoácidos, pero no se ha caracterizado aún completamente.

## Aplicación terapéutica
El fármaco cinacalcet es un regulador alostérico del receptor sensor de calcio. Es clasificado como un calcimimético, que se une al receptor sensor de calcio y así se reduce la liberación de hormona paratiroidea.

## Interacciones
El receptor sensor de calcio ha demostrado ser capaz de interaccionar con:
- Filamina A[7][8]